# Vincent Piazza
Pour les articles homonymes, voir Piazza.
Vincent Piazza (né à New York le 25 mai 1976) est un acteur américain de cinéma, de télévision et de théâtre.

## Biographie
Vincent Piazza est née et a grandi dans le Queens, à New York. Son père est un italien qui a immigré aux États-Unis au début des années 1960 et sa mère est d'origine allemande. Ses débuts sont modestes,  son père occupe plusieurs emplois pour soutenir la famille, qui comprend un frère plus jeune et une sœur plus âgée.
Il est surtout connu pour son interprétation du gangster Lucky Luciano dans la série télévisée HBO Boardwalk Empire. Il a également joué Earl Hefner dans la comédie dramatique Rocket Science (2007) et le chanteur Tommy DeVito dans l'adaptation cinématographique de Jersey Boys (2014) de Clint Eastwood.

## Filmographie

### Cinéma
| Année | Titre                            | Rôle           | Remarques |
| ----- | -------------------------------- | -------------- | --------- |
| 2005  | Color of a Doubt: an Urban Fable | Chris Parker   |           |
| 2006  | Stephanie Daley                  | Geoff          |           |
| 2006  | The Dawn                         | Scott          |           |
| 2007  | Rocket Science                   | Earl Hefner    |           |
| 2007  | Goodbye Baby                     | Dominick       |           |
| 2007  | Tie a Yellow Ribbon              | Ed             |           |
| 2008  | Assassinat d'un président        | Ricky Delacruz |           |
| 2014  | Jersey Boys                      | Tommy DeVito   |           |
| 2015  | The Wannabe                      | Thomas         |           |
| 2016  | The Intervention                 | Peter          |           |
| 2017  | Never Here                       | Andy Williams  |           |
| 2017  | The Girl Who Invented Kissing    | Jimmy          |           |
| 2020  | Centigrade                       | Matt           |           |

### Télévision
| Année     | Titre                                 | Rôle            | Remarques                                                  |
| --------- | ------------------------------------- | --------------- | ---------------------------------------------------------- |
| 2006      | New York, section criminelle          | Eric Newsome    | Épisode: Une vie injuste                                   |
| 2007      | Les Soprano                           | Hernan O'Brien  | 3 épisodes                                                 |
| 2007      | New York, police judiciaire           | Peter Harris    | Épisode: Par ici                                           |
| 2007      | Rescue Me : Les Héros du 11 septembre | Tony            | 6 épisodes                                                 |
| 2008      | Blue Blood                            | Bobby Moran     | Pilote de télévision                                       |
| 2009      | How I Met Your Mother                 | Garçon de bus   | Épisode: The Rough Patch                                   |
| 2010-2014 | Boardwalk Empire                      | Lucky Luciano   |                                                            |
| 2019      | Le passage                            | Clark Richards  |                                                            |
| 2022      | Tulsa King                            | Vince Antonacci | 9 épisodes                                                 |
| 2024      | Batman, le justicier masqué           | Tony Zito       | Épisodes : Une proie dans la nuit et Le démon dans ma peau |